# جيك بريغهام
جيك بريغهام (بالإنجليزية: Jacob Brigham)‏ هو لاعب كرة قاعدة أمريكي، ولد في 10 فبراير 1988 في Winter Garden, Florida ‏ في الولايات المتحدة.

## وصلات خارجية
- جيك بريغهام على موقع دوري كرة القاعدة الرئيسي (الإنجليزية)
- جيك بريغهام على موقع الدوري الياباني لكرة القاعدة (الإنجليزية)
- جيك بريغهام على موقع دوري كوريا الجنوبية لكرة القاعدة (الإنجليزية)
- جيك بريغهام على موقعبيزبول رفرنس.كوم (الدوري الرئيسي) (الإنجليزية)
- جيك بريغهام على موقعبيزبول رفرنس.كوم (الدوري الثانوي) (الإنجليزية)
- جيك بريغهام على موقع إي إس بي إن.كوم (أم.أل.بي) (الإنجليزية)
- جيك بريغهام على موقع مشجعي الرسوم البيانية (الإنجليزية)